# Índex Stripper
L’Índex Stripper és un indicador econòmic no convencional que es basa en les fluctuacions dels ingressos de les ballarines exòtiques i les treballadores sexuals per mesurar la salut econòmica, concretament la renda discrecional i la confiança del consumidor.

## Origen
El concepte es va conèixer gràcies a observacions anecdòtiques de les mateixes ballarines de nus les quals afirmaven  la d’@botticellibimbo, qui va afirmar que podien detectar quan "les reculades econòmiques havien començat en notar una caiguda dels ingressos durant algun cap de setmana a Las Vegas", aconseguint prediccions encertades per exemple en la recessió de l'any 2022.
Aquesta perspectiva va generar interès en la comunitat econòmica i va fer que l’índex fos considerat amb més seriositat a partir d’aquell moment.

## Fonamentació de l'índex

### Vessant econòmic
L’índex parteix de la premissa que els consumidors gasten menys en serveis no essencials quan la renda discrecional disminueix. En temps difícils, les visites als clubs de striptease i les propines es redueixen fortament.
Un estudi del 2007 va demostrar que, poc abans de la crisi del 2008, l'activitat en aquest sector va disminuir en diverses ciutats, suggerint que podia servir com a indicador avançat de recessió.

### Prova empírica i rellevància contemporània
Es considera que una part significativa dels ingressos del sector (al voltant del 66,7 %) prové de pagaments en efectiu, principalment propines, fet que el fa sensible als canvis immediats en el comportament del consumidor.
L’article del Business Review at Berkeley va observar que la reducció d'aquests fluxos menys essencials va precedir tant la Gran Recessió com la caiguda econòmica de finals del 2022, validant la interpretació de l’índex com un baròmetre cultural del consum no essencial.

### Crítiques i limitacions
Segons Reddit i testimonis crítics, es tracta principalment d’una anomalia urbana o narració informal, ja que no existeix un registre estadístic sistematitzat ni gràfics comercials públics regularment actualitzats.
Així, malgrat que pot servir de senyal primerenc preciós, l’índex queda exposat a distorsions procedents de canvis tecnològics (com el creixement de plataformes digitals) i variacions per cultura o regió.

### Valor analític
Tot i la seva naturalesa informal, aquest índex s’utilitza com a complement a la mesura de confiança del consumidor i altres indicadors macros: la seva força resideix en detectar canvis microeconòmics de consum abans que es reflecteixin en dades oficials més lentes.
És un recordatori de com fonts econòmiques poc tradicionals poden aportar pistes útils, si es consideren amb criteri crític i es combinen amb indicadors formalment reconeguts.